# Отён (округ)
Отён (фр. Autun) — округ (фр. Arrondissement) во Франции, один из округов в регионе Бургундия. Департамент округа — Сона и Луара. Супрефектура — Отён.
Население округа на 2006 год составляло 89 785 человек. Плотность населения составляет 47 чел./км². Площадь округа составляет всего 1900 км².